# Schmuck-Kamin
Der Schmuck-Kamin, oder auch Direkter Ostkamin, ist eine Kletterroute im Mittelteil der Fleischbank-Ostwand im österreichischen Kaisergebirge.

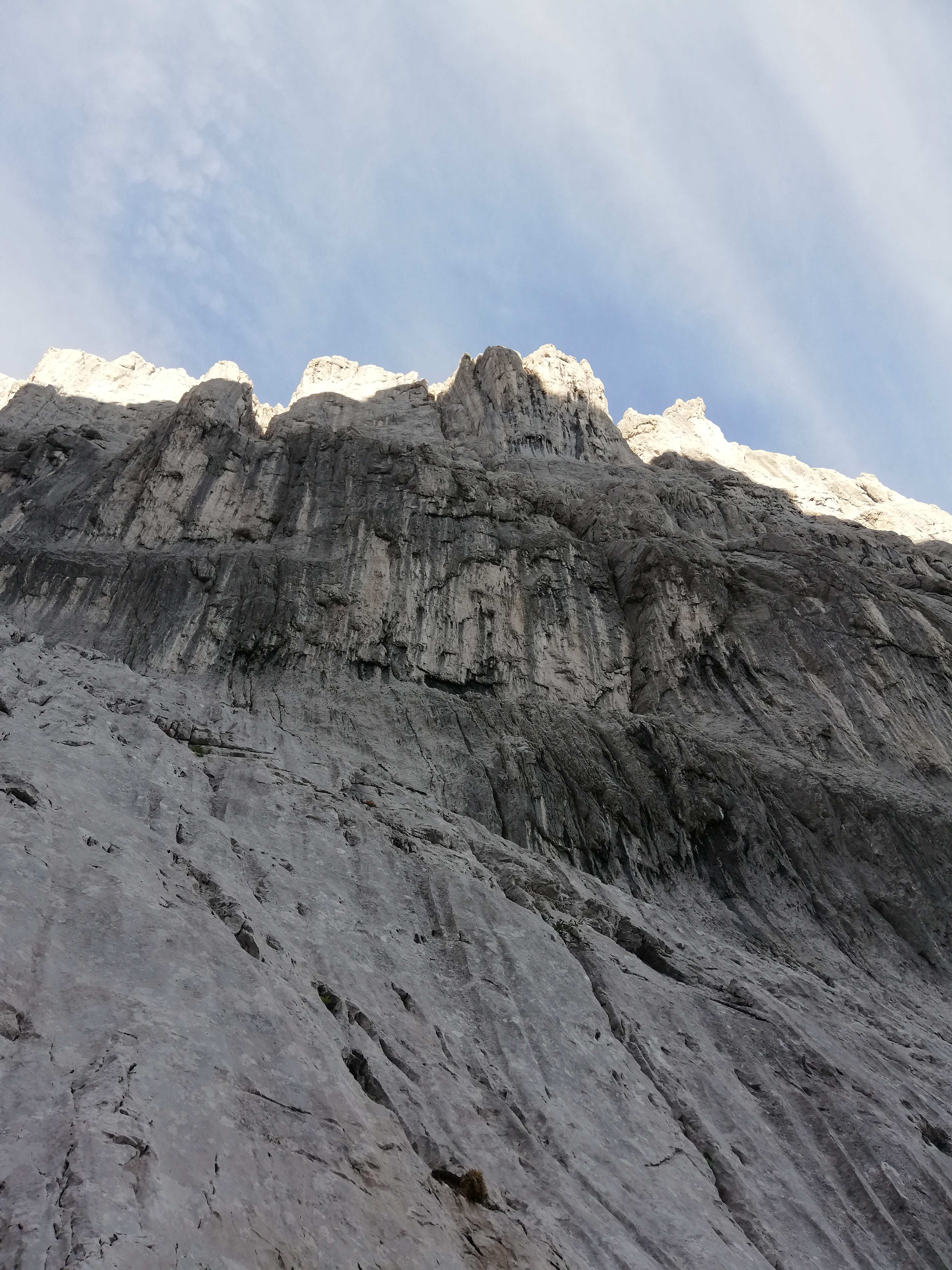
Blick vom Einstieg auf den Schmuck-Kamin (Risslinie rechts)

 Die Route wurde 1949 erstbegangen und gilt als eine der schönsten Kamin-Klettertouren der Alpen. Über rund 300 Höhenmeter führt ein Kamin unterschiedlicher Breite durch den Kalkfels. Die Schwierigkeit beträgt VI nach UIAA. 

## Klettergeschichte
Am 19. September 1930 fanden Peter Aschenbrenner und Hans Lucke einen Durchstieg im Mittelteil der rund 300 m hohen Ostwand. Die zwei stiegen in der Falllinie eines fast die ganze Wand durchziehenden Felskamins ein. Sie betraten den Kamin allerdings nicht, sondern verließen die Falllinie, als sie die Schwierigkeiten des glatten Schlunds erkannt hatten, nach links. Über Platten erreichten sie eine große Schlucht, durch die der „Aschenbrenner-Kamin“ auf den Nordgrat führt. Diese Route, bekannt als Asche-Luck, galt fortan als die schwierigste Felstour im Kaisergebirge.
Aufgrund der zu dieser Zeit noch mangelnden Informationsmöglichkeiten wie Routenbeschreibung und Verlaufsskizze, verpassten einige Seilschaften bei Wiederholungsversuchen der Asche-Luck die Querung nach links, kamen im Einstiegskamin zu hoch und mussten in dem breiten und glatten Kamin umdrehen. Dies geschah auch Hermann Buhl und Waldemar Gruber zu Pfingsten 1943, als sie den natürlichen Felsgegebenheiten folgend, in den Kamin einstiegen. Ihnen wäre beinahe unbewusst die Erstbegehung des Kamins gelungen, wäre Buhl nicht aufgrund eines ausbrechenden Felsblocks 50–60 Meter abgestürzt und verletzt worden. Die beiden zogen sich anschließend ins Tal zurück.

Am 26. Juni 1949 wollten die drei Österreicher Marcus Schmuck, Rudolf Bardodej und Hadwin Pollack die Route Asche-Luck klettern, wurden jedoch durch Abseilhaken und Verhauerhaken anderer Seilschaften irritiert und gerieten ebenfalls in den Kamin. Ihnen gelang jedoch in schwieriger Spreizkletterei und teilweise ohne Sicherungsmöglichkeiten der Durchstieg. Anschließend mussten sie am Nordgrat biwakieren. Den Kamin benannten sie anschließend nach Marcus Schmuck, da dieser den überwiegenden Teil der Schwierigkeiten im Vorstieg bewältigt hatte.

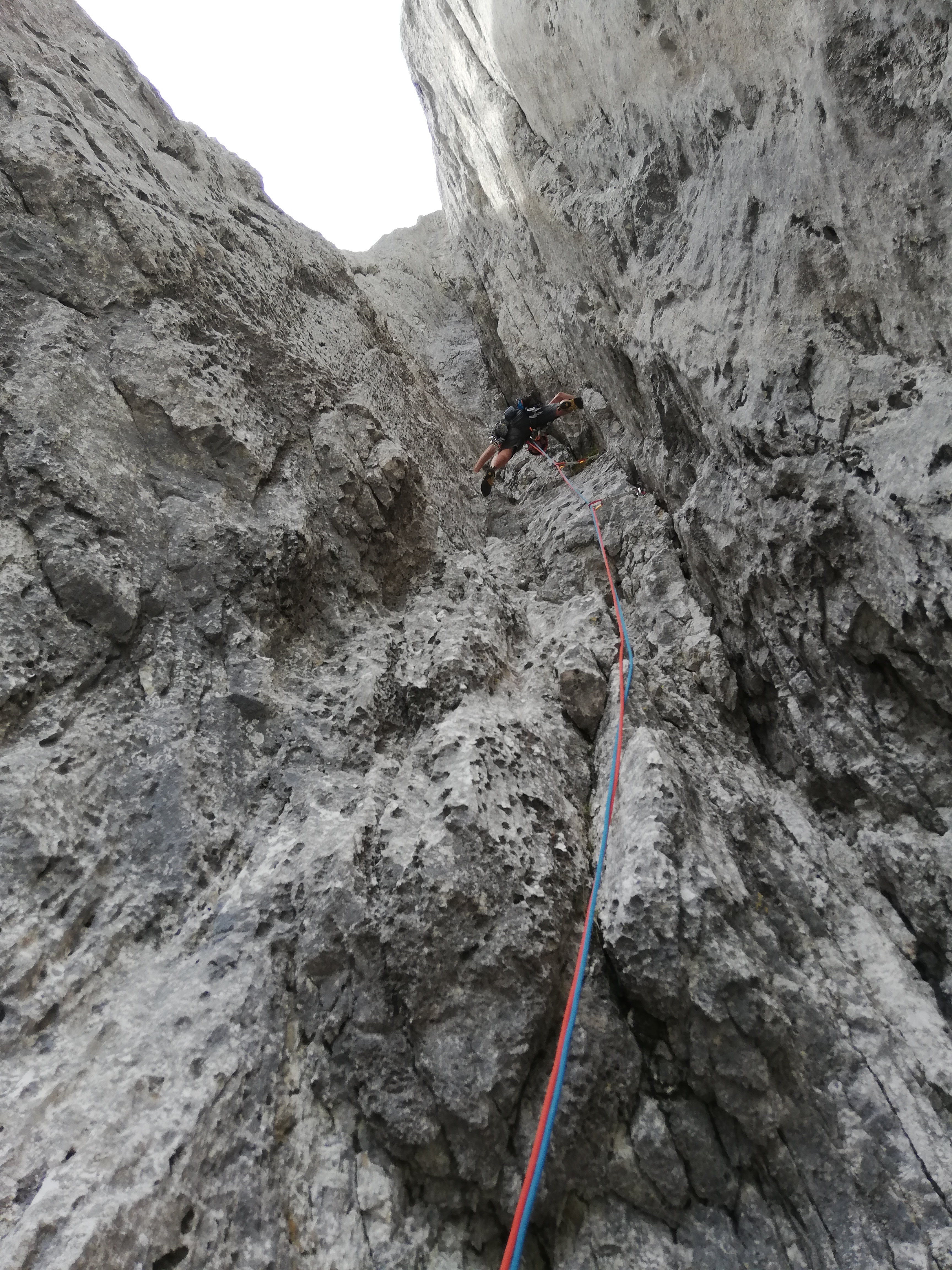
Kletterei in der 6. Seillänge

Die Zweitbegehung gelang erst 1960 durch Jörg Lehne und Siegfried Löw, die Drittbegehung 1962 durch Pit Schubert und Klaus Werner. Als vierter Seilschaft gelang Wulf Scheffler und Gert Uhner 1963 der Durchstieg, der erste Alleingänger war 1968 der Südtiroler Heini Holzer. 1970 erfolgte die erste Winterbegehung durch Werner Bittner und Klaus Werner. 1980 durchstieg als erste Frau Andrea Eisenhut die Route. Weitere Begehungen folgten u. a. durch Peter Habeler, Reinhard Schiestl und Hans Bärnthaler.